# Auguste Chapuis
Auguste Paul Jean Baptiste Chapuis (Dampierre-sur-Salon, 20 d'abril de 1858 - París, 6 de desembre de 1933) fou un musicòleg, organista i compositor francès.
En la seva infantesa fou escolà, entrant després en el Conservatori de París, en el que va obtenir els primers premis d'harmonia (1877), i d'orgue (1880). Tingué per mestre César Franck i Théodore Dubois. Obtingué (1886) el premi Rossini que atorgà l'Acadèmia de Belles Arts per la seva escena lírica Els jardins d'Almide, i dos anys després el nomenaren organista de l'església de San Roc. Estrenà a l'Òpera Còmica de París la partitura d'Engueerrande en 3 actes (1892). El 1894 obtingué una classe d'harmonia en l'esmentat Conservatori de París i al mateix temps el nomenament d'inspector principal per l'ensenyament del cant a les escoles del municipi d'aquella ciutat. A més de les obres citades, se li deuen: Janed, drama líric; Les Douceurs de Saint Cyr, comèdia lírica; Caresses d'amour, Poèmes d'amour, Les sept paroles de Christ, oratori; diverses Misses, alguns toms de Melodies, tres toms de cors, en tres sèries respectives: per a homes, per a dones o nens i mixtes, amb acompanyament d'orquestra; peces orquestrals per a piano i música per a violoncel i altres instruments. Fou nomenat cavaller de la Legió d'Honor.